# Temporada do São Paulo Futebol Clube de 2023
No ano de 2023, o São Paulo Futebol Clube participou de 71 partidas, registrando 34 vitórias, 17 empates e 20 derrotas, culminando em um aproveitamento de 56%. Durante esse período, a equipe marcou 92 gols e sofreu 58. O clube esteve envolvido em quatro competições, sendo eliminado nas quartas de finais do Campeonato Paulista e da Copa Sul-Americana, ocupando a 11.ª posição no Campeonato Brasileiro. Contudo, destacou-se ao conquistar o título da Copa do Brasil.
O São Paulo iniciou o ano com um empate sem gols contra o Ituano, em uma partida válida pelo estadual, campeonato no qual assegurou sua classificação para as quartas de final com a terceira melhor campanha. No entanto, foi eliminado pelo Água Santa após perder na disputa por pênaltis. Esse desfecho resultou em críticas direcionadas ao clube, cujo desempenho estava abaixo do esperado, culminando na demissão de Rogério Ceni em 19 de abril. No dia seguinte, foi anunciada a contratação de Dorival Júnior como treinador.
Em relação às estatísticas individuais dos jogadores, o atacante Luciano destacou-se como o artilheiro do ano, totalizando 15 gols, um a mais do que o argentino Jonathan Calleri. O meio-campista Wellington Rato liderou em assistências, registrando um total de 10. Por sua vez, o goleiro Rafael foi o jogador que mais participou de partidas, com 66. O ano de 2023 também assinalou a melhor média de público da história em uma única temporada, com a presença de 44 mil torcedores por jogo.

## Resumo da temporada
O São Paulo deu início à temporada de 2023 implementando uma reformulação significativa em seu plantel. Esta iniciativa teve como objetivo primordial a redução da folha salarial, especialmente após a saída de 12 atletas do clube, enquanto simultaneamente contratou oito novos jogadores para compor sua equipe. Estimou-se que essa reestruturação resultou em uma economia de aproximadamente 45 milhões de reais. Dentre as saídas, destacavam-se jogadores de grande importância na temporada anterior, como o meio-campista Patrick, bem como atletas com uma longa história no clube, a exemplo do lateral Reinaldo e do zagueiro Miranda. Quanto às contratações, optou por jogadores com características de velocidade, provenientes de equipes menores ou empréstimos, a exemplo de Marcos Paulo, Pedrinho e Wellington Rato. Além disso, foram feitas contratações para posições específicas, incluindo o goleiro Rafael, o zagueiro Alan Franco e o volante Jhegson Méndez. Esse processo foi conduzido sob a liderança do então técnico Rogério Ceni.
Em meio a essas movimentações no mercado de transferências, o São Paulo fez sua estreia no Campeonato Paulista em 15 de janeiro, em uma partida contra o Ituano, realizada no estádio do Morumbi. O jogo terminou sem gols e foi notável pelo público presente, que contou com 45 mil pessoas. Esse número significativo de espectadores foi um indício inicial do apoio dos torcedores são-paulinos à equipe ao longo do ano de 2023. Quatro dias após a estreia, obteve sua primeira vitória na temporada ao derrotar a Ferroviária na Arena da Fonte Luminosa, em Araraquara. No desdobramento do primeiro mês do ano, o clube empatou com o Palmeiras, goleou a Portuguesa e sofreu uma derrota para o Corinthians, em partidas válidas pelo campeonato estadual.
Em 21 de fevereiro, o São Paulo assegurou sua classificação para as quartas de final do campeonato estadual, conquista obtida por meio de uma vitória sobre o São Bento na 10.ª rodada da primeira fase. Contudo, em 13 de março, a equipe foi eliminada de maneira prematura nessa fase, após sofrer uma derrota nos pênaltis para o Água Santa. Esse resultado foi recebido de maneira extremamente negativa por parte dos torcedores e jornalistas. Para agravar a situação, uma discussão entre Rogério Ceni e Marcos Paulo deteriorou a relação entre o treinador e os jogadores, os quais não aprovaram a postura de Ceni em relação a Marcos Paulo e fizeram suas reclamações junto à diretoria. Vinte e dois dias após a eliminação no campeonato estadual, o clube experimentou uma breve recuperação com uma vitória sobre o Tigre, da Argentina, na estreia da Copa Sul-Americana. Entretanto, as atuações decepcionantes contra o Botafogo, pelo Campeonato Brasileiro, o Ituano, pela Copa do Brasil, e o Puerto Cabello, pela Sul-Americana, culminaram na demissão de Ceni em 19 de abril.
O São Paulo anunciou prontamente Dorival Júnior como seu novo técnico. Sua estreia foi marcada por uma vitória de 3 a 0 sobre o América Mineiro, na segunda rodada do Campeonato Brasileiro. Em seguida, alcançou a classificação na Copa do Brasil ao vencer o Ituano pelo placar mínimo. O treinador consolidou uma sequência de 13 partidas sem derrotas, a qual foi interrompida após um revés para o Sport Recife, nas oitavas de final da Copa do Brasil. Entretanto, o clube conseguiu eliminar o adversário pernambucano nas penalidades. No mês de julho, eliminou o Palmeiras na Copa do Brasil, assegurou a classificação na Copa Sul-Americana e alcançou a quarta posição no Campeonato Brasileiro. Inicialmente, Dorival afirmou que o clube não daria prioridade a nenhuma competição, no entanto, ao longo do tempo, optou por poupar os titulares em diversos jogos do Campeonato Brasileiro.
O clube encerrou a temporada nacional na 11.ª posição, apresentando a quarta melhor campanha como mandante e a penúltima como visitante. Fora do Morumbi, a equipe participou de 19 partidas, obtendo uma vitória, oito empates e 10 derrotas. A única vitória ocorreu na 36.ª rodada, contra o Bahia. Contudo, o grande feito foi a conquista da Copa do Brasil. O São Paulo saiu vitorioso na decisão contra o Flamengo.

## Partidas

### Campeonato Paulista
O São Paulo iniciou sua temporada no Campeonato Paulista, registrando um desempenho de sete vitórias, três empates e três derrotas. Sua participação chegou ao fim em 13 de março, ao ser derrotado nos pênaltis para o Água Santa nas quartas de final.
| 15 de janeiro | São Paulo | 0 − 0                     | Ituano | São Paulo                                                                                       |  |
| 18:30 (UTC−3) |           | Súmula Boletim financeiro |        | Estádio: Morumbi Público: 45 115 Renda: R$ 1 672 568,00 Árbitro: Vinícius Gonçalves Dias Araújo |  |

| 19 de janeiro | Ferroviária | 1 − 2                     | São Paulo                        | Araraquara                                                                                      |  |
| 19:30 (UTC−3) | Heitor 4'   | Súmula Boletim financeiro | David 49' · Giuliano Galoppo 87' | Estádio: Fonte Luminosa Público: 11 362 Renda: R$ 710 420,00 Árbitro: Flávio Rodrigues de Souza |  |

| 22 de janeiro | Palmeiras | 0 − 0                     | São Paulo | São Paulo                                                                           |  |
| 16:00 (UTC−3) |           | Súmula Boletim financeiro |           | Estádio: Allianz Parque Público: 40 196 Renda: R$ 2 301 182,60 Árbitro: Edina Alves |  |

| 26 de janeiro | São Paulo                                                      | 4 − 1                     | Portuguesa | São Paulo                                                                           |  |
| 21:30 (UTC−3) | Luciano 36' · Giuliano Galoppo 57' e 76' (pên.) · Pedrinho 89' | Súmula Boletim financeiro | Lucas 86'  | Estádio: Morumbi Público: 31 705 Renda: R$ 1 040 333,00 Árbitro: Salim Fende Chavez |  |

| 29 de janeiro | São Paulo   | 1 − 2                     | Corinthians     | São Paulo                                                                      |  |
| 18:30 (UTC−3) | Luciano 77' | Súmula Boletim financeiro | Adson 18' e 33' | Estádio: Morumbi Público: 54 970 Renda: R$ 2 779 438,00 Árbitro: Raphael Claus |  |

| 5 de fevereiro | Santo André | 0 − 1                     | São Paulo         | Santo André                                                                                         |  |
| 16:00 (UTC−3)  |             | Súmula Boletim financeiro | Alan Franco 90+2' | Estádio: Bruno José Daniel Público: 10 429 Renda: R$ 527 800,00 Árbitro: Douglas Marques das Flores |  |

| 8 de fevereiro | Red Bull Bragantino              | 2 − 1                     | São Paulo            | Bragança Paulista                                                                             |  |
| 19:30 (UTC−3)  | Praxedes 84' · Thiago Borbas 87' | Súmula Boletim financeiro | Giuliano Galoppo 65' | Estádio: Nabi Abi Chedid Público: 8 012 Renda: R$ 336 405,00 Árbitro: Luiz Flávio de Oliveira |  |

| 12 de fevereiro | São Paulo                                                     | 3 − 1                     | Santos            | São Paulo                                                                                  |  |
| 19:00 (UTC−3)   | Jonathan Calleri 15' · Giuliano Galoppo 23' (pên.) · Luan 87' | Súmula Boletim financeiro | Rwan 90+3' (pên.) | Estádio: Morumbi Público: 42 311 Renda: R$ 1 751 744,00 Árbitro: Flávio Rodrigues de Souza |  |

| 15 de fevereiro | São Paulo                                                                                      | 5 − 1                     | Inter de Limeira | São Paulo                                                                                |  |
| 21:35 (UTC−3)   | Caio Paulista 14' · Wellington Rato 42' · Giuliano Galoppo 48' · Pedrinho 73' · Pablo Maia 87' | Súmula Boletim financeiro | João Paulo 26'   | Estádio: Morumbi Público: 16 422 Renda: R$ 473 115,00 Árbitro: Matheus Delgado Candançan |  |

| 21 de fevereiro | São Bento | 0 − 3                     | São Paulo                                                      | Sorocaba                                                                                             |  |
| 19:30 (UTC−3)   |           | Súmula Boletim financeiro | Giuliano Galoppo 45+1' · Pedrinho 83' · Jonathan Calleri 90+4' | Estádio: Walter Ribeiro Público: 10 446 Renda: R$ 602 910,00 Árbitro: Vinícius Gonçalves Dias Araújo |  |

| 25 de fevereiro | São Paulo | 0 − 1                     | São Bernardo     | São Paulo                                                                                  |  |
| 18:30 (UTC−3)   |           | Súmula Boletim financeiro | Rodrigo Souza 3' | Estádio: Morumbi Público: 52 602 Renda: R$ 2 054 826,00 Árbitro: Matheus Delgado Candançan |  |

| 5 de março    | Botafogo-SP | 1 − 3                     | São Paulo                                         | Ribeirão Preto                                                                  |  |
| 16:00 (UTC−3) | Robinho 2'  | Súmula Boletim financeiro | Luan 60' · Giuliano Galoppo 75' (pên.) · Juan 81' | Estádio: Santa Cruz Público: 20 557 Renda: R$ 1 218 510,00 Árbitro: Edina Alves |  |

| 13 de março                                                                        | São Paulo | 0 − 0 (5 – 6 pen.)                                                                   | Água Santa | São Paulo                                                                                              |  |
| 20:00 (UTC−3)                                                                      |           | Súmula Boletim financeiro                                                            |            | Estádio: Allianz Parque Público: 39 454 Renda: R$ 3 277 089,00 Árbitro: Vinícius Gonçalves Dias Araújo |  |
|                                                                                    |           | Penalidades                                                                          |            | |  |
| Luciano Alisson Alan Franco Pablo Maia Caio Paulista Rodrigo Nestor Jhegson Méndez |           | Bruno Mezenga Reginaldo Patrick Allan Patrick Brey Gabriel Inocêncio Kady Thiaguinho |            | |  |

### Copa Sul-Americana
Na Copa Sul-Americana, o São Paulo estreou em 6 de abril contra o Tigre, da Argentina, equipe que enfrentou na final da edição de 2012. Classificou-se como líder do grupo D, acumulando 16 pontos, eliminou o San Lorenzo nas oitavas de final, mas foi desclassificado diante da LDU. Ao todo, foram disputadas 10 partidas na competição, com sete vitórias, um empate e duas derrotas.
| 6 de abril    | Tigre | 0 − 2  | São Paulo        | Buenos Aires                                             |  |
| 21:00 (UTC−3) |       | Súmula | Erison 57' e 74' | Estádio: José Dellagiovanna Árbitro: URU Esteban Ostjich |  |

| 18 de abril   | São Paulo                            | 2 − 0  | Academia Puerto Cabello | São Paulo                                                                     |  |
| 21:30 (UTC−3) | Marcos Paulo 86' · Michel Araújo 88' | Súmula |                         | Estádio: Morumbi Público: 16,827 Renda: R$ 485,824,00 Árbitro: BOL Ivo mendez |  |

| 2 de maio     | Deportes Tolima | 0 − 0  | São Paulo | Ibagué                                                    |  |
| 19:00 (UTC−3) |                 | Súmula |           | Estádio: Manuel Murillo Toro Árbitro: CHI Felipe González |  |

| 23 de maio    | Academia Puerto Cabello | 0 − 2  | São Paulo                                   | Valencia                                          |  |
| 21:30 (UTC−3) |                         | Súmula | Wellington Rato 28' (falta) · Alisson 90+4' | Estádio: Misael Delgado Árbitro: ECU Bryan Loayza |  |

| 8 de junho    | São Paulo                                                                | 5 − 0  | Deportes Tolima | São Paulo                                                                                    |  |
| 19:00 (UTC−3) | Jonathan Calleri 28' · Luciano 35' · Caio Paulista 37' e 61' · David 77' | Súmula |                 | Estádio: Morumbi Público: 44 102 Renda: R$ 2,201,501,00 Árbitro: URU Leodan Franklin Cabrera |  |

| 27 de junho   | São Paulo                        | 2 − 0  | Tigre | São Paulo                                                                               |  |
| 21:30 (UTC−3) | Juan 72' · Wellington Rato 90+3' | Súmula |       | Estádio: Morumbi Público: 28 699 Renda: R$ 1,143,738,00 Árbitro: ECU Guillermo Guerrero |  |

| 2 de agosto   | San Lorenzo      | 1 − 0  | São Paulo | Buenos Aires                                       |  |
| 19:00 (UTC−3) | Adam Bareiro 51' | Súmula |           | Estádio: Pedro Bidegain Árbitro: COL Wilmar Roldán |  |

| 10 de agosto  | São Paulo                          | 2 − 0  | San Lorenzo | São Paulo                                                                             |  |
| 19:00 (UTC−3) | Jonathan Calleri 45' · Luciano 67' | Súmula |             | Estádio: Morumbi Público: 51 816 Renda: R$ 2,787,553,00 Árbitro: URU Esteban Ostojich |  |

| 24 de agosto  | LDU Quito                           | 2 − 1  | São Paulo       | Quito                                                 |  |
| 19:00 (UTC−3) | Jhojan Julio 2' · Renato Ibarra 25' | Súmula | Lucas Moura 80' | Estádio: Rodrigo Paz Delgado Árbitro: COL Jhon Ospina |  |

| 31 de agosto                                                               | São Paulo           | 1 − 0 (4 – 5 pen.)                                                               | LDU Quito | São Paulo                                                                           |  |
| 19:00 (UTC−3)                                                              | Robert Arboleda 77' | Súmula                                                                           |           | Estádio: Morumbi Público: 52 658 Renda: R$ 3,913,452,00 Árbitro: VEN Alexis Herrera |  |
|                                                                            |                     | Penalidades                                                                      |           |                                                                                     |  |
| Jonathan Calleri James Rodríguez Lucas Moura Lucas Beraldo Wellington Rato |                     | Paolo Guerrero Lisandro Alzugaray Mauricio Martínez Leonel Quiñónez Jhojan Julio |           |                                                                                     |  |

### Copa do Brasil
No âmbito da Copa do Brasil, o São Paulo ingressou diretamente na terceira fase, enfrentando o Ituano, cujo primeiro jogo ocorreu em 11 de abril. Ao longo da competição, participou de 10 partidas, com seis vitórias, dois empates e duas derrotas. Notabilizou-se, especialmente, nos jogos disputados como visitante, com quatro vitórias em cinco partidas. A jornada culminou em 24 de setembro, com a conquista do título sobre o Flamengo.
| 11 de abril   | São Paulo | 0 − 0                     | Ituano | São Paulo                                                                                 |  |
| 21:30 (UTC−3) |           | Súmula Boletim financeiro |        | Estádio: Morumbi Público: 28 724 Renda: R$ 821 663,00 Árbitro: RN Caio Max Augusto Vieira |  |

| 25 de abril   | Ituano | 0 − 1                     | São Paulo           | Itu                                                                                      |  |
| 21:30 (UTC−3) |        | Súmula Boletim financeiro | Wellington Rato 62' | Estádio: Novelli Junior Público: 9 829 Renda: R$ 508 330,00 Árbitro: RS Anderson Daronco |  |

| 17 de maio    | Sport | 0 − 2                     | São Paulo                      | Recife |  |
| 20:00 (UTC−3) |       | Súmula Boletim financeiro | Luciano 70' · Marcos Paulo 88' | Estádio: Adelmar da Costa Carvalho Público: 22 889 Renda: R$ 981 850,00 Árbitro: GO Wilton Pereira Sampaio |  |

| 1.º de junho                                                      | São Paulo         | 1 − 3 (5 – 3 pen.)                                 | Sport                                     | São Paulo                                                                                          |  |
| 19:30 (UTC−3)                                                     | Michel Araújo 26' | Súmula Boletim financeiro                          | Alisson Cassiano 44' · Sabino 51' e 90+4' | Estádio: Morumbi Público: 49 752 Renda: R$ 2 494 311,00 Árbitro: RJ Wagner do Nascimento Magalhães |  |
|                                                                   |                   | Penalidades                                        |                                           | |  |
| Wellington Rato Lucas Beraldo Jonathan Calleri Rafinha Pablo Maia |                   | Sabino Luciano Juba Alisson Cassiano Rafael Thyere |                                           | |  |

| 5 de julho    | São Paulo   | 1 − 0                     | Palmeiras | São Paulo                                                                                    |  |
| 19:30 (UTC−3) | Rafinha 82' | Súmula Boletim financeiro |           | Estádio: Morumbi Público: 54 593 Renda: R$ 4 169 660,00 Árbitro: SC Bráulio da Silva Machado |  |

| 13 de julho   | Palmeiras            | 1 − 2                     | São Paulo                     | São Paulo                                                                                   |  |
| 20:00 (UTC−3) | Joaquín Piquerez 33' | Súmula Boletim financeiro | Caio Paulista 49' · David 88' | Estádio: Allianz Parque Público: 41 451 Renda: R$ 4 012 195,93 Árbitro: RS Anderson Daronco |  |

| 25 de julho   | Corinthians              | 2 − 1                     | São Paulo   | São Paulo                                                                                            |  |
| 21:30 (UTC−3) | Renato Augusto 47' e 80' | Súmula Boletim financeiro | Luciano 54' | Estádio: Neo Química Arena Público: 46 517 Renda: R$ 2 690 717,50 Árbitro: GO Wilton Pereira Sampaio |  |

| 16 de agosto  | São Paulo                             | 2 − 0                     | Corinthians | São Paulo                                                                         |  |
| 19:30 (UTC−3) | Wellington Rato 12' · Lucas Moura 31' | Súmula Boletim financeiro |             | Estádio: Morumbi Público: 62 093 Renda: R$ 8 500 325,00 Árbitro: SP Raphael Claus |  |

| 17 de setembro | Flamengo | 0 − 1                     | São Paulo              | Rio de Janeiro                                                                         |  |
| 16:00 (UTC−3)  |          | Súmula Boletim financeiro | Jonathan Calleri 45+1' | Estádio: Maracanã Público: 67 350 Renda: R$ 26 343 300,00 Árbitro: RS Anderson Daronco |  |

| 24 de setembro | São Paulo            | 1 − 1                     | Flamengo           | São Paulo                                                                                     |  |
| 16:00 (UTC−3)  | Rodrigo Nestor 45+5' | Súmula Boletim financeiro | Bruno Henrique 43' | Estádio: Morumbi Público: 63 077 Renda: R$ 24 520 800,00 Árbitro: SC Bráulio da Silva Machado |  |

### Campeonato Brasileiro
No âmbito do Campeonato Brasileiro, o São Paulo apresentou um desempenho correspondente a 46%, obtendo 14 vitórias, 11 empates e 13 derrotas. Tal desempenho culminou na décima primeira posição ao término da competição.
| 15 de abril   | Botafogo                                | 2 − 1                     | São Paulo            | Rio de Janeiro                                                                            |  |
| 18:30 (UTC−3) | Tiquinho Soares 3' · Carlos Eduardo 88' | Súmula Boletim financeiro | Jonathan Calleri 16' | Estádio: Nilton Santos Público: 11 708 Renda: R$ 733 920,00 Árbitro: SC Ramon Abatti Abel |  |

| 22 de abril   | São Paulo                                               | 3 − 0                     | América Mineiro | São Paulo                                                                                          |  |
| 18:30 (UTC−3) | Luciano 20' · Jonathan Calleri 82' · Marcos Paulo 90+5' | Súmula Boletim financeiro |                 | Estádio: Morumbi Público: 41 006 Renda: R$ 1 554 942,00 Árbitro: RJ Wagner do Nascimento Magalhães |  |

| 29 de abril   | Coritiba        | 1 − 1                     | São Paulo        | Curitiba                                                                                                   |  |
| 16:30 (UTC−3) | Bruno Gomes 12' | Súmula Boletim financeiro | Marcos Paulo 80' | Estádio: Major Antônio Couto Pereira Público: 23 279 Renda: R$ 879 435,00 Árbitro: RS Rafael Rodrigo Klein |  |

| 7 de maio     | São Paulo                    | 2 − 0                     | Internacional | São Paulo                                                                                    |  |
| 16:00 (UTC−3) | Luciano 32' · Pablo Maia 69' | Súmula Boletim financeiro |               | Estádio: Morumbi Público: 46 093 Renda: R$ 2 274 810,00 Árbitro: SC Bráulio da Silva Machado |  |

| 11 de maio    | Fortaleza | 0 − 0                     | São Paulo | Fortaleza |  |
| 20:00 (UTC−3) |           | Súmula Boletim financeiro |           | Estádio: Governador Plácido Castelo Público: 37 775 Renda: R$ 551 472,00 Árbitro: MG Paulo César Zanovelli da Silva |  |

| 14 de maio    | Corinthians               | 1 − 1                     | São Paulo         | São Paulo                                                                                           |  |
| 16:00 (UTC−3) | Róger Guedes 45+6' (pên.) | Súmula Boletim financeiro | Michel Araújo 15' | Estádio: Neo Química Arena Público: 41 118 Renda: R$ 2 606 268,00 Árbitro: RJ Bruno Arleu de Araújo |  |

| 20 de maio    | São Paulo                                                                  | 4 − 2                     | Vasco da Gama                         | São Paulo                                                                                |  |
| 18:30 (UTC−3) | Jonathan Calleri 24' · Rodrigo Nestor 41' · Lucas Beraldo 88' · Juan 90+2' | Súmula Boletim financeiro | Cauan Barros 44' · Matías Galarza 83' | Estádio: Morumbi Público: 57 399 Renda: R$ 3 335 063,00 Árbitro: RS Leandro Pedro Vuaden |  |

| 27 de maio    | São Paulo                  | 2 − 1                     | Goiás          | São Paulo                                                                                |  |
| 21:00 (UTC−3) | Pablo Maia 56' · David 90' | Súmula Boletim financeiro | Magno José 28' | Estádio: Morumbi Público: 45 429 Renda: R$ 2 214 024,00 Árbitro: RS Rafael Rodrigo Klein |  |

| 4 de junho    | Grêmio                                     | 2 − 1                     | São Paulo            | Porto Alegre                                                                                       |  |
| 16:00 (UTC−3) | Franco Cristaldo 30' (pên.) · Reinaldo 38' | Súmula Boletim financeiro | Jonathan Calleri 14' | Estádio: Arena do Grêmio Público: 40 018 Renda: R$ 2 859 648,00 Árbitro: GO Wilton Pereira Sampaio |  |

| 11 de junho   | São Paulo | 0 − 2                     | Palmeiras                        | São Paulo                                                                         |  |
| 16:00 (UTC−3) |           | Súmula Boletim financeiro | Gabriel Menino 10' · Endrick 77' | Estádio: Morumbi Público: 56 871 Renda: R$ 3 392 338,00 Árbitro: SP Raphael Claus |  |

| 21 de junho   | São Paulo                       | 2 − 1                     | Athletico Paranaense | São Paulo                                                                               |  |
| 19:00 (UTC−3) | Gabriel Neves 19' · Luciano 47' | Súmula Boletim financeiro | Vitor Roque 10'      | Estádio: Morumbi Público: 22 882 Renda: R$ 902 398,00 Árbitro: DF Sávio Pereira Sampaio |  |

| 24 de junho   | Cruzeiro          | 1 − 0                     | São Paulo | Belo Horizonte                                                                               |  |
| 21:00 (UTC−3) | Rafinha 3' (g.c.) | Súmula Boletim financeiro |           | Estádio: Raimundo Sampaio Público: 17 478 Renda: R$ 702 316,50 Árbitro: SC Ramon Abatti Abel |  |

| 1.º de julho  | São Paulo   | 1 − 0                     | Fluminense | São Paulo                                                                            |  |
| 16:00 (UTC−3) | Luciano 87' | Súmula Boletim financeiro |            | Estádio: Morumbi Público: 49 153 Renda: R$ 2 523 257,00 Árbitro: RS Anderson Daronco |  |

| 9 de julho    | Red Bull Bragantino | 0 − 0                     | São Paulo | Bragança Paulista                                                                      |  |
| 16:00 (UTC−3) |                     | Súmula Boletim financeiro |           | Estádio: Nabi Abi Chedid Público: 9 411 Renda: R$ 415 320,00 Árbitro: SP Raphael Claus |  |

| 16 de julho   | São Paulo                                                            | 4 − 1                     | Santos                       | São Paulo                                                                                    |  |
| 16:00 (UTC−3) | Jonathan Calleri 21' (pên.) e 45+1' · David 79' · Alexandre Pato 88' | Súmula Boletim financeiro | Marcos Leonardo 90+3' (pên.) | Estádio: Morumbi Público: 58 127 Renda: R$ 3 304 056,00 Árbitro: SC Bráulio da Silva Machado |  |

| 22 de julho   | Cuiabá                                | 2 − 1                     | São Paulo    | Cuiabá                                                                                        |  |
| 18:30 (UTC−3) | Clayson 65' (pên.) · Isidro Pitta 77' | Súmula Boletim financeiro | Nathan 90+4' | Estádio: Arena Pantanal Público: 34 072 Renda: R$ 2 039 625,00 Árbitro: RJ Bruno Mota Correia |  |

| 30 de julho   | São Paulo | 0 − 0                     | Bahia | São Paulo                                                                             |  |
| 11:00 (UTC−3) |           | Súmula Boletim financeiro |       | Estádio: Morumbi Público: 56 078 Renda: R$ 3 968 358,00 Árbitro: SC Ramon Abatti Abel |  |

| 6 de agosto   | São Paulo | 0 − 2                     | Atlético Mineiro                            | São Paulo                                                                                        |  |
| 16:00 (UTC−3) |           | Súmula Boletim financeiro | Hulk 4' (falta) · Cristian Pavón 68' (pên.) | Estádio: Morumbi Público: 53 460 Renda: R$ 2 893 522,50 Árbitro: PE Rodrigo José Pereira de Lima |  |

| 13 de agosto  | Flamengo           | 1 − 1                     | São Paulo       | Rio de Janeiro                                                                            |  |
| 18:30 (UTC−3) | Pedro 90+6' (pên.) | Súmula Boletim financeiro | Lucas Moura 37' | Estádio: Maracanã Público: 62 018 Renda: R$ 5 001 035,00 Árbitro: RS Rafael Rodrigo Klein |  |

| 19 de agosto  | São Paulo | 0 − 0                     | Botafogo | São Paulo                                                                             |  |
| 16:00 (UTC−3) |           | Súmula Boletim financeiro |          | Estádio: Morumbi Público: 51 946 Renda: R$ 3 450 135,00 Árbitro: SC Ramon Abatti Abel |  |

| 27 de agosto  | América Mineiro                             | 2 − 1                     | São Paulo          | Belo Horizonte                                                                                         |  |
| 16:00 (UTC−3) | Gonzalo Mastriani 61' · Rodrigo Varanda 90' | Súmula Boletim financeiro | Alexandre Pato 80' | Estádio: Raimundo Sampaio Público: 5 105 Renda: R$ 167 466,00 Árbitro: PE Rodrigo José Pereira de Lima |  |

| 13 de setembro | Internacional                  | 2 − 1                     | São Paulo                     | Porto Alegre                                                                                       |  |
| 21:30 (UTC−3)  | Fabricio Bustos 58' · Renê 70' | Súmula Boletim financeiro | Jonathan Calleri 45+3' (pên.) | Estádio: Beira-Rio Público: 20 154 Renda: R$ 826 141,00 Árbitro: MG Paulo César Zanovelli da Silva |  |

| 20 de setembro | São Paulo           | 1 − 2                     | Fortaleza                            | São Paulo                                                                                       |  |
| 21:30 (UTC−3)  | James Rodríguez 78' | Súmula Boletim financeiro | José Welison 15' · Lucero 52' (pên.) | Estádio: Morumbi Público: 24 777 Renda: R$ 1 216 346,00 Árbitro: RJ Yuri Elino Ferreira da Cruz |  |

| 27 de setembro | São Paulo                        | 2 − 1                     | Coritiba            | São Paulo                                                                                 |  |
| 19:00 (UTC−3)  | Alan Franco 32' · Luciano 45+12' | Súmula Boletim financeiro | Islam Slimani 45+5' | Estádio: Morumbi Público: 31 720 Renda: R$ 1 502 081,00 Árbitro: DF Sávio Pereira Sampaio |  |

| 30 de setembro | São Paulo                    | 2 − 1                     | Corinthians     | São Paulo                                                                                     |  |
| 18:30 (UTC−3)  | Jonathan Calleri 40' e 45+2' | Súmula Boletim financeiro | Ángel Romero 3' | Estádio: Morumbi Público: 56 735 Renda: R$ 4 165 846,00 Árbitro: SP Flávio Rodrigues de Souza |  |

| 7 de outubro  | Vasco da Gama | 0 − 0                     | São Paulo | Rio de Janeiro                                                                                     |  |
| 18:30 (UTC−3) |               | Súmula Boletim financeiro |           | Estádio: Vasco da Gama Público: 20 690 Renda: R$ 1 046 359,00 Árbitro: SC Bráulio da Silva Machado |  |

| 18 de outubro | Goiás                   | 2 − 0                     | São Paulo | Goiânia                                                                                               |  |
| 21:30 (UTC−3) | Hugo 9' · Morelli 45+5' | Súmula Boletim financeiro |           | Estádio: Hailé Pinheiro Público: 12 685 Renda: R$ 327 875,00 Árbitro: PE Rodrigo José Pereira de Lima |  |

| 21 de outubro | São Paulo                                          | 3 − 0                     | Grêmio | São Paulo                                                                                               |  |
| 18:30 (UTC−3) | Michel Araújo 20' · Pablo Maia 68' · Luciano 90+6' | Súmula Boletim financeiro |        | Estádio: Morumbi Público: 47 132 Renda: R$ 2 822 443,00 Árbitro: MG André Luiz Skettino Policarpo Bento |  |

| 25 de outubro | Palmeiras                                                                      | 5 − 0                     | São Paulo | São Paulo                                                                                |  |
| 20:00 (UTC−3) | Breno Lopes 16' e 26' · Joaquín Piquerez 45+1' (pên.) e 86' · Marcos Rocha 84' | Súmula Boletim financeiro |           | Estádio: Allianz Parque Público: 32 618 Renda: R$ 1 995 950,97 Árbitro: SP Raphael Claus |  |

| 29 de outubro | Athletico Paranaense | 1 − 1                     | São Paulo     | Curitiba                                                                                                   |  |
| 16:00 (UTC−3) | Pablo 6'             | Súmula Boletim financeiro | Pablo Maia 9' | Estádio: Joaquim Américo Guimarães Público: 26 579 Renda: R$ 1 269 400,00 Árbitro: RS Rafael Rodrigo Klein |  |

| 2 de novembro | São Paulo   | 1 − 0                     | Cruzeiro | São Paulo                                                                                  |  |
| 20:00 (UTC−3) | Luciano 83' | Súmula Boletim financeiro |          | Estádio: Morumbi Público: 50 570 Renda: R$ 3 115 984,00 Árbitro: GO Wilton Pereira Sampaio |  |

| 8 de novembro | São Paulo           | 1 − 0                     | Red Bull Bragantino | Santos                                                                                                |  |
| 20:00 (UTC−3) | Erison 90+2' (pên.) | Súmula Boletim financeiro |                     | Estádio: Urbano Caldeira Público: 11 948 Renda: R$ 1 135 233,00 Árbitro: SP Flávio Rodrigues de Souza |  |

| 12 de novembro | Santos | 0 − 0                     | São Paulo | Santos                                                                                  |  |
| 18:30 (UTC−3)  |        | Súmula Boletim financeiro |           | Estádio: Urbano Caldeira Público: 13 442 Renda: R$ 663 562,50 Árbitro: SP Raphael Claus |  |

| 22 de novembro | Fluminense      | 1 − 0                     | São Paulo | Rio de Janeiro                                                                                           |  |
| 21:30 (UTC−3)  | Germán Cano 54' | Súmula Boletim financeiro |           | Estádio: Maracanã Público: 44 694 Renda: R$ 1 659 302,00 Árbitro: MG André Luiz Skettino Policarpo Bento |  |

| 26 de novembro | São Paulo | 0 − 0                     | Cuiabá | São Paulo                                                                                          |  |
| 18:30 (UTC−3)  |           | Súmula Boletim financeiro |        | Estádio: Morumbi Público: 34 252 Renda: R$ 1 595 552,00 Árbitro: MG Paulo César Zanovelli da Silva |  |

| 29 de novembro | Bahia | 0 − 1                     | São Paulo           | Salvador                                                                                              |  |
| 20:00 (UTC−3)  |       | Súmula Boletim financeiro | Caio Paulista 90+7' | Estádio: Arena Fonte Nova Público: 45 756 Renda: R$ 1 696 520,00 Árbitro: SC Bráulio da Silva Machado |  |

| 2 de dezembro | Atlético Mineiro          | 2 − 1                     | São Paulo          | Belo Horizonte                                                                                               |  |
| 21:00 (UTC−3) | Hulk 77' · Paulinho 90+3' | Súmula Boletim financeiro | Luciano 90' (pên.) | Estádio: Governador Magalhães Pinto Público: 53 856 Renda: R$ 3 492 207,00 Árbitro: DF Sávio Pereira Sampaio |  |

| 6 de dezembro | São Paulo   | 1 − 0                     | Flamengo | São Paulo                                                                                   |  |
| 21:30 (UTC−3) | Luciano 25' | Súmula Boletim financeiro |          | Estádio: Morumbi Público: 36 618 Renda: R$ 2 414 279,00 Árbitro: RN Caio Max Augusto Vieira |  |

## Estatísticas
No ano de 2023, o São Paulo participou de um total de 71 partidas, nas quais conquistou 34 vitórias, obteve 17 empates e sofreu 20 derrotas, resultando em um aproveitamento percentual de 56%. Nesse período, a equipe assinalou 92 gols e sofreu 58. Na qualidade de mandante, o clube apresentou um rendimento de 70,3%, alcançando 23 vitórias em 36 partidas. Por outro lado, atuando como visitante, o desempenho registrou 40,9%, com 11 vitórias em 35 partidas.
| Local     | Partidas | Vitórias | Empates | Derrotas | Aproveitamentos | Gols marcados | Gols sofridos | Ref.  |
| --------- | -------- | -------- | ------- | -------- | --------------- | ------------- | ------------- | ----- |
| Mandante  | 36       | 23       | 7       | 6        | 70,3%           | 59            | 23            | [ 5 ] |
| Visitante | 35       | 11       | 10      | 14       | 40,9%           | 33            | 35            | [ 5 ] |

Sob a direção técnica de Rogério Ceni, cujo contrato perdurou até 19 de abril, o clube registrou um aproveitamento de 60,7% em 17 partidas. Após a demissão do referido treinador, Dorival Júnior assumiu o cargo e complementou a temporada com um aproveitamento de 54,3% em 54 partidas.
| Treinador      | Partidas | Vitórias | Empates | Derrotas | Aproveitamentos | Ref.  |
| -------------- | -------- | -------- | ------- | -------- | --------------- | ----- |
| Rogério Ceni   | 17       | 9        | 4       | 4        | 60,7%           | [ 5 ] |
| Dorival Júnior | 54       | 25       | 13      | 16       | 54,3%           | [ 5 ] |

No contexto dos artilheiros, Luciano encerrou a temporada como o principal goleador, acumulando 15 gols ao longo de 65 partidas. Por sua vez, o argentino Calleri registrou 14 gols em 44 partidas. Ambos ocuparam a posição de artilheiro do clube no Campeonato Brasileiro, com nove gols cada. O também argentino Giuliano Galoppo figurou na terceira posição, registrando oito gols, todos eles no Campeonato Paulista, no qual encerrou como artilheiro da competição. Entretanto, sua participação foi limitada a apenas 11 partidas devido a uma grave lesão no joelho, o que o impossibilitou de contribuir pelo restante da temporada.
| Posição | Jogador          | Gols | Partidas | Ref.  |
| ------- | ---------------- | ---- | -------- | ----- |
| 1.ª     | Luciano          | 15   | 65       | [ 5 ] |
| 2.ª     | Jonathan Calleri | 14   | 44       | [ 5 ] |
| 3.ª     | Giuliano Galoppo | 8    | 11       | [ 5 ] |
| 4.ª     | David            | 5    | 39       | [ 5 ] |
| 4.ª     | Caio Paulista    | 5    | 50       | [ 5 ] |
| 4.ª     | Wellington Rato  | 5    | 64       | [ 5 ] |
| 4.ª     | Pablo Maia       | 5    | 58       | [ 5 ] |

O goleiro Rafael destacou-se como o jogador que mais atuou na temporada, participando de 66 partidas, todas elas como titular. Luciano e Rato seguiram na segunda e terceira posição, com 65 e 64 partidas, respectivamente. Além deles, Pablo Maia, Alisson, Rodrigo Nestor, Caio Paulista e Michel Araújo foram os demais atletas que acumularam 50 ou mais partidas ao longo do período.